# Episodi di ABC Afterschool Specials (ventiduesima stagione)
La ventiduesima stagione della serie televisiva ABC Afterschool Specials è stata trasmessa negli Stati Uniti d'America dalla ABC dal 16 settembre 1993 al 2 giugno 1994.
In Italia la serie è inedita.
| nº | Titolo originale      | Titolo italiano | Prima TV USA      | Prima TV Italia |
| -- | --------------------- | --------------- | ----------------- | --------------- |
| 1  | Love Hurts            |                 | 16 settembre 1993 |                 |
| 2  | Montana Crossroads    |                 | 9 dicembre 1993   |                 |
| 3  | I Hate the Way I Look |                 | 21 marzo 1994     |                 |
| 4  | Jacqui's Dilemma      |                 | 2 giugno 1994     |                 |